# یواس‌اس دی‌یس (دی‌دی-۸۸۰)
یواس‌اس دی‌یس (دی‌دی-۸۸۰) (به انگلیسی: USS Dyess (DD-880)) یک کشتی بود که طول آن ۳۹۰٫۶ فوت (۱۱۹٫۱ متر) بود. این کشتی در سال ۱۹۴۵ ساخته شد.